# Szlarnik kraterowy
Szlarnik kraterowy (Zosterops mouroniensis)  – gatunek małego ptaka z rodziny szlarników (Zosteropidae). Słabo poznany ptak występujący tylko na wyspie Wielki Komor. Według IUCN jest gatunkiem narażonym na wyginięcie.

## Systematyka
Pierwszego naukowego opisu taksonu dokonali francuscy przyrodnicy Alphonse Milne-Edwards i Émile Oustalet, nadając mu nazwę Zosterops mouroniensis. Opis ukazał się w 1885 roku w „Comptes Rendus Hebdomadaires des Séances de l'Académie des Sciences”. Autorzy jako miejsce typowe wskazali wyspę Wielki Komor. Gatunek monotypowy.

### Etymologia
- Zosterops (Fosterops): gr. ζωστηρ zōstēr, ζωστηρος zōstēros „pas”; ωψ ōps, ωπος ōpos „oko”[10].
- mouroniensis: od Moroni, stolicy Związku Komorów[11].

## Morfologia
Mały ptak o szpiczastym, lekko zakrzywionym, średnio długim czarnym dziobie. Nogi i stopy czarne. Tęczówki czerwonawo-brązowe. Nie występuje dymorfizm płciowy. Obie płcie mają górne części ciała w kolorze oliwkowozielonym. Głowa oliwkowozielona, tylko w okolicy dzioba wyraźne żółte przebarwienie, wokół oczu średniej wielkości biała obrączka oczna, przerwana z przodu ciemnoszarą plamką, która przechodzi w wąski pasek oczny w kierunku dzioba. Kark, grzbiet i zad oliwkowozielone. Gardło, podgardle i pokrywy podogonowe żółte. Brzuch i boki żółtawozielone.  Ogon dość krótki. Lotki skrzydeł i sterówki ogona czarniawe z oliwkowozielonymi szerokimi brzegami. Młode osobniki mają mniejsze obrączki oczne i są bardziej matowe w ubarwieniu. Długość ciała 11,8 cm, masa ciała 9,9 g.

## Zasięg występowania
Szlarnik kraterowy występuje tylko na zboczach wulkanu tarczowego na wyspie Wielki Komor. Zasięg występowania (EOO, Extent of Occurrence) według szacunków organizacji BirdLife International obejmuje około 80 km².

## Ekologia
Głównym habitatem szlarnika kraterowego są skarłowaciałe lasy górskie z koronami sięgającymi 7–8 m; zasiedla też zastygłe jęzory lawy zdominowane występowaniem wrzośca Erica comorensis osiągającego kilka metrów wysokości, ale gdzie występują także liściaste krzewy. Ptak ten występuje na wysokościach od 1750 do 2361 m n.p.m., tylko sporadycznie spotykany jest nieco niżej – do około 1500 m n.p.m., gdzie współwystępuje ze szlarnikiem malgaskim (Zosterops maderaspatanus kirki). Jest gatunkiem osiadłym. Dieta tego gatunku składa się głównie z niewielkich jagód oraz owadów i gąsienic. Długość pokolenia jest określana na 3,5 roku.

### Rozmnażanie
Zaobserwowano samce w okresie godowym we wrześniu. Opisane jest jedno gniazdo w kształcie miseczki, zbudowane z drobnych traw, które na zewnątrz było pokryte mchem. Zewnętrzne wymiary: szerokość 90 mm, głębokość 85 mm; wymiary wewnętrzne: szerokość 55 mm, głębokość 45 mm. Gniazdo było zawieszone pomiędzy dwiema cienkimi łodygami Erica comorensis, na wysokości 4 m nad ziemią. Znaleziono w nim 3 bladoniebieskie jaja o wymiarach 20,2 mm na 15,4 mm.

## Status zagrożenia
W Czerwonej księdze gatunków zagrożonych Międzynarodowej Unii Ochrony Przyrody gatunek ten został zaliczony do kategorii VU (ang. Vulnerable – gatunek narażony). Liczebność populacji obecnie jest szacowana na więcej niż 1500, a mniej niż 7000 dorosłych osobników. BirdLife International ocenia trend liczebności populacji jako prawdopodobnie spadkowy.